# Hồ Đức Anh
Hồ Đức Anh là Kiểm sát viên Viện kiểm sát nhân dân tối cao người Việt Nam. Ông hiện giữ chức vụ Vụ trưởng Vụ Thực hành quyền công tố và kiểm sát xét xử án hình sự (Vụ 7), Viện kiểm sát nhân dân tối cao, nguyên Viện trưởng Viện kiểm sát nhân dân tỉnh Hòa Bình. Ông là đảng viên Đảng Cộng sản Việt Nam.

## Tiểu sử
Ngày 17 tháng 1 năm 2014, Hồ Đức Anh được Chủ tịch nước Cộng hòa xã hội chủ nghĩa Việt Nam Trương Tấn Sang kí quyết định bổ nhiệm chức danh Kiểm sát viên Viện kiểm sát nhân dân tối cao.
Từ ngày 1 tháng 1 năm 2016, Hồ Đức Anh, Phó Chánh Văn phòng Viện kiểm sát nhân dân tối cao được Viện trưởng Viện kiểm sát nhân dân tối cao Việt Nam Nguyễn Hòa Bình bổ nhiệm giữ chức vụ Chánh Thanh tra Viện kiểm sát nhân dân tối cao Việt Nam (theo Quyết định số 199/QĐ-VKSTC ngày 21 tháng 12 năm 2015).
Từ ngày 1 tháng 10 năm 2016, Hồ Đức Anh, Chánh Thanh tra Viện kiểm sát nhân dân tối cao Việt Nam được Viện trưởng Viện kiểm sát nhân dân tối cao Việt Nam luân chuẩn và bổ nhiệm giữ chức vụ Viện trưởng Viện kiểm sát nhân dân tỉnh Hòa Bình (theo Quyết định số 35/QĐ-VKSNDTC ngày 27/9/2016) thay cho Đinh Công Cảnh. Đinh Công Cảnh được điều động đến công tác tại Vụ Thực hành quyền công tố và kiểm sát điều tra án ma tuý (Vụ 4) Viện kiểm sát nhân dân tối cao Việt Nam.
Tháng 2 năm 2017, ông là Bí thư Ban cán sự Đảng, Bí thư Đảng ủy, Viện trưởng Viện kiểm sát nhân dân tỉnh Hòa Bình.
Ngày 29 tháng 5 năm 2019, Hồ Đức Anh nhận quyết định của Viện trưởng Viện kiểm sát nhân dân tối cao điều động về giữ chức vụ Vụ trưởng Vụ Thực hành quyền công tố và kiểm sát xét xử án hình sự (Vụ 7), Viện kiểm sát nhân dân tối cao thay ông Dương Văn Phùng.
Ngày 12 tháng 2 năm 2020, kiểm sát viên cao cấp Hồ Đức Anh, Vụ trưởng Vụ Thực hành quyền công tố và kiểm sát xét xử án hình sự (Vụ 7), được Chủ tịch nước Việt Nam Nguyễn Phú Trọng bổ nhiệm giữ chức danh Kiểm sát viên Viện kiểm sát nhân dân tối cao.